# Rugles
Rugles település Franciaországban, Eure megyében. Lakosainak száma 2199 fő (2022. január 1.). Rugles Ambenay, Bois-Arnault, Chéronvilliers, Saint-Antonin-de-Sommaire és Saint-Martin-d’Écublei községekkel határos.

## Népesség
A település népessége az elmúlt években az alábbi módon változott:
| Lakosok száma | 2688 | 2539 | 2416 | 2427 | 2353 | 2313 | 2246 | 2214 | 2204 | 2199 |
|               | 1968 | 1982 | 1990 | 2006 | 2013 | 2015 | 2017 | 2019 | 2020 | 2022 |